# Володимирівка (Суботцівська сільська громада)
Володи́мирівка — село в Україні, у Суботцівській сільській громаді Кропивницького району Кіровоградської області. Населення становить 1384 осіб.

## Історія

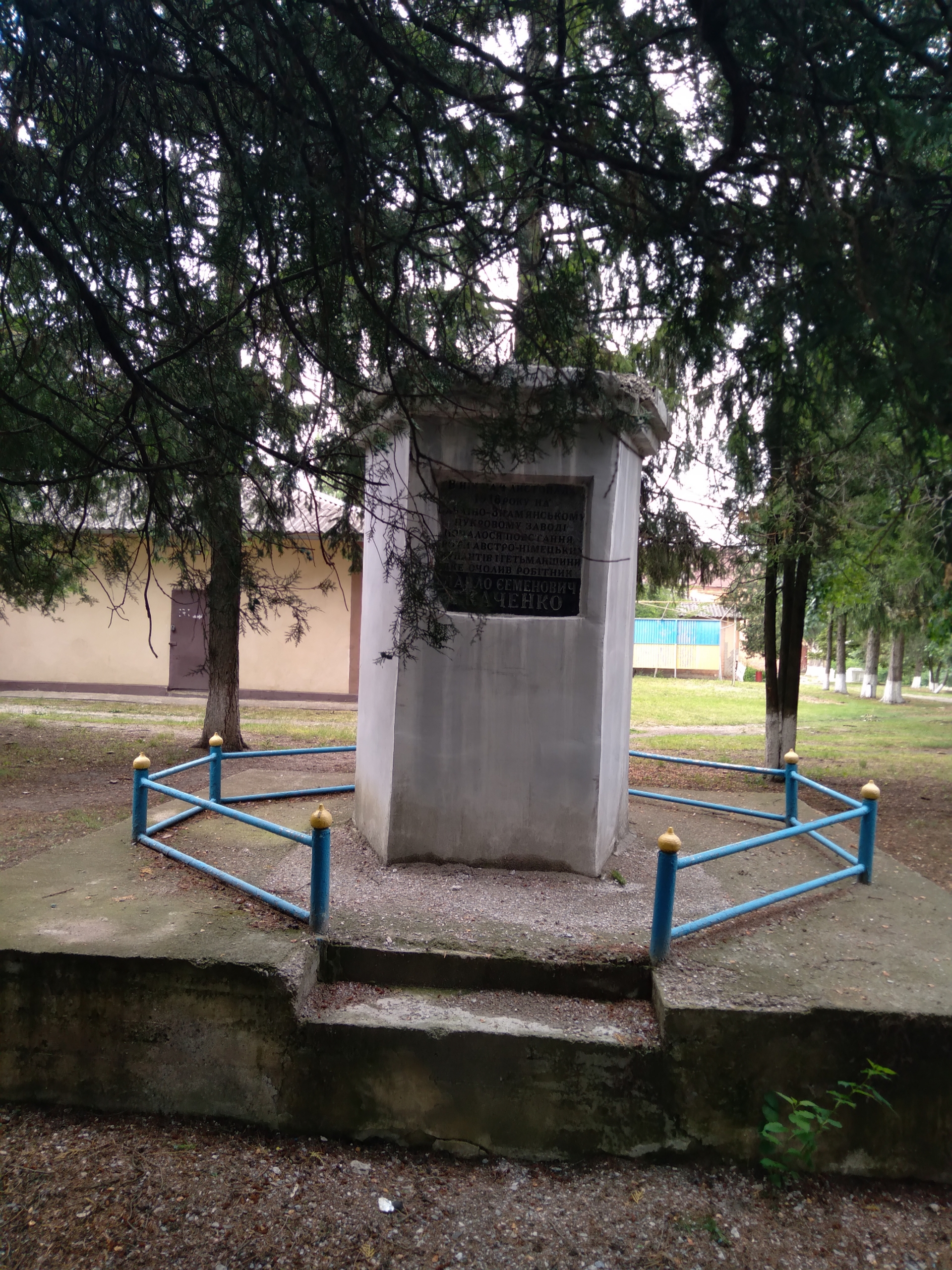
пам'ятник подіям радянсько-української війни 1917-1921

Під час австро-німецької окупації України та радянсько-української війни в ніч на 4 листопада 1918 на місцевому цукровому заводі відбулося повстання проти окупації території УНР Центральними Державами і гетьманату Скоропадського яке очолив один з робітників Павло Семенович Ткаченко.

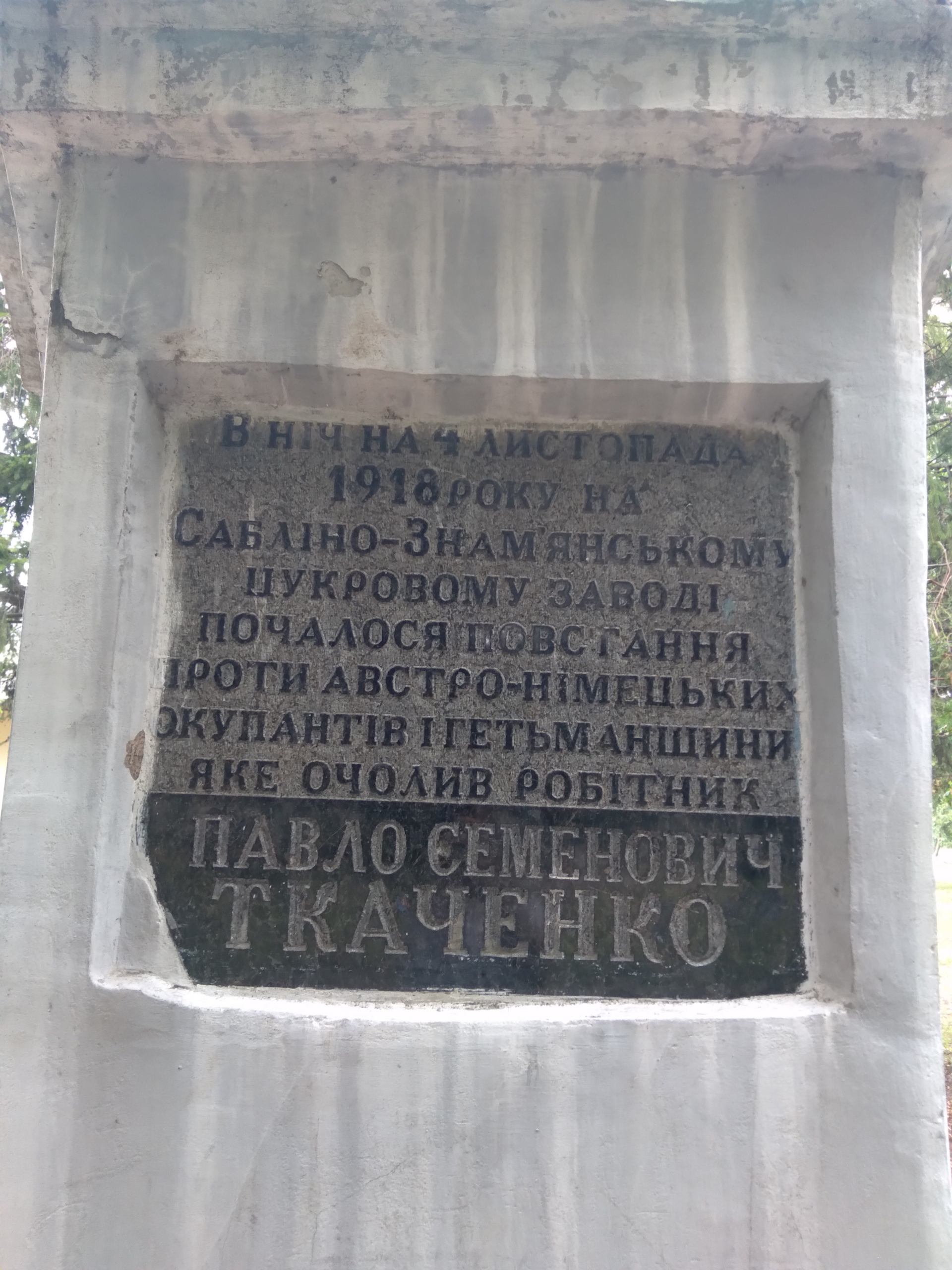
табличка пам'ятника

Під час Голодомору 1932-1933 від штучного голоду організованого радянською владою загинуло щонайменше 5 жителів Володимирівки .

## Населення
Згідно з переписом УРСР 1989 року чисельність наявного населення села становила 1510 осіб, з яких 632 чоловіки та 878 жінок.
За переписом населення України 2001 року в селі мешкали 1382 особи.

### Мова
Розподіл населення за рідною мовою за даними перепису 2001 року:
| Мова       | Відсоток |
| ---------- | -------- |
| українська | 92,70 %  |
| російська  | 5,06 %   |
| вірменська | 1,52 %   |
| білоруська | 0,29 %   |
| молдовська | 0,14 %   |
| інші       | 0,29 %   |

## Постаті
- Ярмошевич Віктор Йосипович (1970—2015) — молодший сержант Збройних сил України, учасник російсько-української війни.

## Галерея

гніздо лелеки
будівля у селі
ставок на річці Бешка
вулиця Перемоги
один з провулків
сільський пейзаж
один з провулків
місток через річку Бешку
дамба
автобусна зупинка
сільська аптека
сільська аптека
багатоповерхівка
футбольне поле у селі
дорога
чергове гніздо лелеки
одне з гнізд лелеки
одна з вулиць